# The Stepfather (2009)
The Stepfather är en amerikansk långfilm från år 2009 i regi av Nelson McCormick.

## Handling
Michael Harding kommer hem från militärskolan och upptäcker att hans mamma, Susan, är kär och lever ett lyckligt liv tillsammans med sin nya pojkvän David Harris. Tiden går och Michael och David lär känna varandra. Men Michael blir mer och mer misstänksam gällande David.

## Om filmen
Terry O’Quinn, som medverkade i den första The Stepfather-filmen från år 1987, erbjöds en roll i den här versionen, men han tackade nej.

## Rollista i urval
- Dylan Walsh - David Harris
- Sela Ward - Susan Harding
- Penn Badgley - Michael Harding
- Amber Heard - Kelly Porter
- Sherry Stringfield - Leah
- Paige Turco - Jackie Kerns
- Jon Tenney - Jay Harding
- Deirdre Lovejoy - Detective Tylar
- Skyler Samuels - Beth Harding